# Shuhrat Muhammadiyev
Shuhrat Muhammadiyev (Shahrisabz, 24 giugno 1989) è un calciatore uzbeko, difensore del Nasaf Qarshi.

## Carriera

### Club
Ha sempre giocato nel campionato uzbeko.

### Nazionale
Ha esordito in Nazionale nel 2014.